# Sekondi-Takoradi

Sân vận động Sekondi-Takoradi

Sekondi-Takoradi là một thành phố Ghana, gồm hai thành phố Sekondi và Takoradi. Thành phố là thủ phủ vùng vùng Tây Ghana. Dân số ước tính năm 2007 là 260.651 người. Đây là thành phố lớn thứ 4 Ghana, sau thủ đô Accra, Kumasi, Tamale. Kinh tế thành phố gồm sản xuất gỗ, đóng tàu, sửa chữa đường sắt, Thành phố nằm trên tuyến đường sắt chính nối Accra và Kumasi.
Đây là thành phố có hải cảng lớn thứ nhì ở Ghana.
Ngoài khơi của thành phố có trữ lượng dầu khí.

## Khí hậu
Sekondi-Takoradi có khí hậu xavan (phân loại khí hậu Köppen Aw).
| Dữ liệu khí hậu của Sekondi-Takoradi | Dữ liệu khí hậu của Sekondi-Takoradi | Dữ liệu khí hậu của Sekondi-Takoradi | Dữ liệu khí hậu của Sekondi-Takoradi | Dữ liệu khí hậu của Sekondi-Takoradi | Dữ liệu khí hậu của Sekondi-Takoradi | Dữ liệu khí hậu của Sekondi-Takoradi | Dữ liệu khí hậu của Sekondi-Takoradi | Dữ liệu khí hậu của Sekondi-Takoradi | Dữ liệu khí hậu của Sekondi-Takoradi | Dữ liệu khí hậu của Sekondi-Takoradi | Dữ liệu khí hậu của Sekondi-Takoradi | Dữ liệu khí hậu của Sekondi-Takoradi | Dữ liệu khí hậu của Sekondi-Takoradi |
| Tháng                                | 1                                    | 2                                    | 3                                    | 4                                    | 5                                    | 6                                    | 7                                    | 8                                    | 9                                    | 10                                   | 11                                   | 12                                   | Năm                                  |
| ------------------------------------ | ------------------------------------ | ------------------------------------ | ------------------------------------ | ------------------------------------ | ------------------------------------ | ------------------------------------ | ------------------------------------ | ------------------------------------ | ------------------------------------ | ------------------------------------ | ------------------------------------ | ------------------------------------ | ------------------------------------ |
| Cao kỉ lục °C (°F)                   | 35.0 (95.0)                          | 35.5 (95.9)                          | 35.0 (95.0)                          | 34.6 (94.3)                          | 34.6 (94.3)                          | 32.3 (90.1)                          | 31.8 (89.2)                          | 30.4 (86.7)                          | 31.2 (88.2)                          | 32.0 (89.6)                          | 34.5 (94.1)                          | 34.2 (93.6)                          | 35.5 (95.9)                          |
| Trung bình ngày tối đa °C (°F)       | 30.4 (86.7)                          | 31.0 (87.8)                          | 31.3 (88.3)                          | 31.1 (88.0)                          | 30.2 (86.4)                          | 28.4 (83.1)                          | 27.3 (81.1)                          | 26.8 (80.2)                          | 27.6 (81.7)                          | 28.8 (83.8)                          | 30.0 (86.0)                          | 30.3 (86.5)                          | 29.4 (84.9)                          |
| Trung bình ngày °C (°F)              | 26.2 (79.2)                          | 26.9 (80.4)                          | 27.2 (81.0)                          | 27.2 (81.0)                          | 26.7 (80.1)                          | 25.6 (78.1)                          | 24.8 (76.6)                          | 24.1 (75.4)                          | 24.6 (76.3)                          | 25.5 (77.9)                          | 26.2 (79.2)                          | 26.2 (79.2)                          | 26.0 (78.8)                          |
| Tối thiểu trung bình ngày °C (°F)    | 21.8 (71.2)                          | 22.6 (72.7)                          | 23.1 (73.6)                          | 23.2 (73.8)                          | 23.1 (73.6)                          | 22.8 (73.0)                          | 21.8 (71.2)                          | 21.1 (70.0)                          | 21.7 (71.1)                          | 22.1 (71.8)                          | 22.2 (72.0)                          | 22.1 (71.8)                          | 22.3 (72.1)                          |
| Thấp kỉ lục °C (°F)                  | 16.1 (61.0)                          | 18.3 (64.9)                          | 20.6 (69.1)                          | 20.6 (69.1)                          | 20.0 (68.0)                          | 19.4 (66.9)                          | 17.2 (63.0)                          | 16.1 (61.0)                          | 17.8 (64.0)                          | 18.9 (66.0)                          | 18.9 (66.0)                          | 16.1 (61.0)                          | 16.1 (61.0)                          |
| Lượng mưa trung bình mm (inches)     | 31 (1.2)                             | 35 (1.4)                             | 79 (3.1)                             | 115 (4.5)                            | 250 (9.8)                            | 346 (13.6)                           | 120 (4.7)                            | 43 (1.7)                             | 57 (2.2)                             | 138 (5.4)                            | 77 (3.0)                             | 31 (1.2)                             | 1.322 (51.8)                         |
| Số ngày mưa trung bình (≥ 0.3 mm)    | 3                                    | 4                                    | 7                                    | 10                                   | 17                                   | 19                                   | 13                                   | 11                                   | 13                                   | 14                                   | 10                                   | 5                                    | 126                                  |
| Độ ẩm tương đối trung bình (%)       | 86                                   | 85                                   | 83                                   | 84                                   | 84                                   | 86                                   | 87                                   | 87                                   | 87                                   | 87                                   | 86                                   | 85                                   | 86                                   |
| Số giờ nắng trung bình tháng         | 207.7                                | 209.1                                | 229.4                                | 216.0                                | 192.2                                | 132.0                                | 148.8                                | 133.3                                | 126.0                                | 195.3                                | 243.0                                | 229.4                                | 2.262,2                              |
| Số giờ nắng trung bình ngày          | 6.7                                  | 7.4                                  | 7.4                                  | 7.2                                  | 6.2                                  | 4.4                                  | 4.8                                  | 4.3                                  | 4.2                                  | 6.3                                  | 8.1                                  | 7.4                                  | 6.2                                  |
| Nguồn: Deutscher Wetterdienst        |                                      |                                      |                                      |                                      |                                      |                                      |                                      |                                      |                                      |                                      |                                      |                                      |                                      |

## Thành phố kết nghĩa
Sekondi-Takoradi kết nghĩa với:
- Boston, Massachusetts, Hoa Kỳ[3]
- Oakland, California, Hoa Kỳ[4]